# Henri Bonnard
Pour les articles homonymes, voir Bonnard.
Henri Bonnard (né le 30 juillet 1915 à Lyon et décédé le 19 novembre 2004), est un grammairien français.
Agrégé de grammaire en 1937, il est l'auteur de La Grammaire française à l'usage de tous en 1997 et d'une série d'articles sur la linguistique dans le Grand Larousse de la langue française (1971-1978).
Il a été professeur au lycée Voltaire (Paris).

## Publications
- Les Trois Logiques de la grammaire française, Duculot, 2001  (ISBN 2-8011-1268-2)
- La Grammaire française à l'usage de tous, Magnard, 1997  (ISBN 978-2210446595)
- Petite grammaire de l'ancien français, Magnard, 1993  (ISBN 2-210-42209-4)
- Procédés annexes d'expression, Magnard, 1982  (ISBN 2-210-44270-2)
- Code du français courant, Magnard, 1981  (ISBN 2-210-44470-5)
- Synopsis de phonétique historique, Paris, SEDES, 1975, 45p.  (ISBN 2718115610)
- De la linguistique à la grammaire : initiation à la linguistique générale des étudiants et des enseignants, SUDEL, 1974  (ISBN 2-7162-0031-9)
- « comparaison », « complément », « contraires », « degré », « détachement », « détermination », « épithète », « genre », « nom », « nombre », « numéro », « ordre des mots », « participe », « parties du discours », « prédication », « qualité et quantité », Grand Larousse de la langue française, Larousse, 1971
- Grammaire française des lycées et collèges pour toutes les classes du second degré, SUDEL, 1962
- Notions de style, de versification et d'histoire de la langue française, SUDEL, 1953